# Ejiu
Ejiu (kinesiska: 俄久, 俄久乡) är en socken i Kina. Den ligger i den autonoma regionen Tibet, i den sydvästra delen av landet, omkring 500 kilometer nordväst om regionhuvudstaden Lhasa. Antalet invånare är 2 081. Befolkningen består av 1 057 kvinnor och 1 024 män. Barn under 15 år utgör 30 %, vuxna 15-64 år 62 %, och äldre över 65 år 6,0 %.
Genomsnittlig årsnederbörd är 433 millimeter. Den regnigaste månaden är augusti, med i genomsnitt 122 mm nederbörd, och den torraste är december, med 4 mm nederbörd.